# Кусе (Вијена)
Кусе (фр. Coussay) насеље је и општина у западној Француској у региону Поату-Шарант, у департману Вијена која припада префектури Шателро.
По подацима из 2011. године у општини је живело 255 становника, а густина насељености је износила 12,66 становника/km². Општина се простире на површини од 20,14 km². Налази се на средњој надморској висини од 240 метара (максималној 149 m, а минималној 80 m).

## Демографија
| 1962. | 1968. | 1975. | 1982. | 1990. | 1999. | 2011. |
| ----- | ----- | ----- | ----- | ----- | ----- | ----- |
| 273   | 363   | 302   | 284   | 264   | 265   | 255   |

График промене броја становника у току последњих година